# Rodia
Rodia es una agrupación musical de hardcore melódico proveniente de Buenos Aires, Argentina, formada en el año 2005. Se compone por Matías Álvarez (voz), Jonathan Federico(bajo), Alejandro Di Fresco (guitarra), Mauro Atamañuk (batería) y Eugenio Mascolo (guitarra). Se caracteriza por la contundencia de su música que conjuga bases potentes con letras comprometidas política y socialmente. 
Pasaron todo su primer año elaborando las melodías de cada canción para que puedan producir una buena entrega. A mediados de 2006, Rodia comienza a dar sus primeros conciertos en vivo compartiendo el escenario con bandas nacionales del mismo estilo como Shaila, Sudarshana, Buzzer, Hyntu, Jordan, One Day, MLC, Romeo Tragedy, Banthis, Da-Skate, y Niños Enfermos entre otras. 
Las influencias de este grupo radican dentro de los géneros del Hardcore Melódico, Punk Rock, Skate Punk, entre otros, especialmente en grupos de origen americano. Ramones, Bad Religion, Rise Against, Pennywise, Millencolin NOFX, No Use for a Name, Comeback kid junto a otras bandas.

## Prefiero América (2007)
Para los primeros meses del año 2007 sale a la venta su primer álbum LP Prefiero América editado y lanzado por SPE discos (Speed Power Emotion) sello discográfico independiente de Argentina. El disco cuenta con once canciones, una en formato acústico reversionada por Roy Ota (guitarrista de Eterna Inocencia). Contó con la participación de Eleazar de Ruiz García (Niños Enfermos) y de Javier Suárez (Sudarshana) en el tema “Visceral”. A principios del año 2008, Rodia se une a Sudarshana para hacer el denominado “Arde Tour” que los llevó a realizar innumerables presentaciones en Gran Buenos Aires, con un cierre en el legendario Salón Pueyrredón. Durante el año 2009 siguió presentándose activamente en diferentes lugares en Buenos Aires.

## La Rabia y la Poesía (2010)
En el Año 2010 sale a la venta el segundo álbum de estudio de la banda Rodia titulado La Rabia y la Poesía
“La realidad no es así, la realidad está así y está así no porque ella quiera. Ninguna realidad es dueña de sí misma, nuestra lucha es cambiarla y no acomodarnos a ella” Paulo Freire
Así, con ésta frase del pedagogo brasileño Paulo Freire, se presenta el nuevo disco de Rodia La Rabia y la Poesía (SPE 2010), una de las revelaciones del Hardcore-Punk Argentino. Reconociendo marcadas influencias de Bad Religión, Nofx, Rise Against. etc se hacen camino ante las estériles comparaciones con bandas ícono nacionales del género moderno. Con casi 5 años de trabajo, y luego de un fecundo primer disco (“Prefiero América” SPE 2007) Rodia redobla la apuesta proponiendo canciones directas, vehementes, con un común denominador: cuestionar todo.
Ya desde la tapa, en la cual se ve a una sugestiva mariposa sobre un manuscrito, la banda arremete los sentidos con la intención de imprimirle al disco el concepto de obra: un todo compuesto de partes que conviven armónicamente, atravesadas por un mismo sentido que por momentos rozan lo trágico, la denuncia, la rabia y la poesía… una mariposa que para poder realizarse tuvo que a atravesar un período de evolución violento, revolucionarse, pasar de ser una oruga a convertirse en un ser capaz de volar, aunque sea por el efímero período de tiempo que le corresponda.
“La Rabia Y La Poesía” alcanza sus momentos más altos ya desde la apertura con El 11º mandamiento, una crítica al modelo de hombre generado desde la concepción cristiano-occidental desde la relación con la naturaleza. Encarado desde otro punto de vista que el habitual, se propone un supuesto 11° mandamiento inexistente, aquel que reseña a la naturaleza como parte fundamental: “Madre nuestra y servil/soy tu simple creación.”
La Rabia Y La Poesía, el tema que da nombre al álbum y que a la vez se transforma a priori en su canción más destacada: “Esperanza potencial: la canción por escribir, como un arma cargada por la palabra (Ésa) que apuntala al corazón la señal de reaccionar.”
Aunque Tropiece, bella pieza de amor que evoca la necesidad irremediable de encontrarse en un otro y seguir adelante cuando las cosas se ponen más ásperas: “Y aunque tropiece y quiebre mis pasos/busca siempre alguna opción/rompe el silencio y siembra ésa flor en vos”.
Fuentealba, tema homenaje al Profesor asesinado en abril de 2008 en Neuquén, que entrelaza el homicidio del docente con la brutalidad del aparato represivo estatal argentino haciendo alusión a las muertes de Teresa Rodríguez, Kosteki y Santillán y la desaparición de Julio López: “por las calles de Neuquén huele a sangre cuando el Rey carga con plomo sus armas, con la misma impunidad”.
200 años ¿de qué? Canción que recupera un cuestionamiento acerca de aquello que nos creemos que somos haciendo foco sobre los mecanismos de formación de la subjetividad: “es palpable percibir que la verdad es un guion por construir, dispuesto a designar quién sos, qué haces, qué mereces”
Editado por el sello indie nacional Speed Power Emotion, grabado en el Altillo Studio bajo la producción de Javier Suárez, y masterizado en Blasting Room -el estudio norteamericano del afamado Bill Stevenson (Black Flag, All, Descendents)- con 13 canciones y una duración de poco más de media hora, esta nueva obra de Rodia resulta ser una interesante estrella dispuesta a brillar bajo el nuevo cielo del Hardcore-Punk Nacional.

## Somos Rodia (2012)
Durante el recital de festejo por sus siete años de banda se grabó el primer disco en vivo de Rodia. Este muestra la impronta de la banda, su entrega en el escenario y la potencia de sus canciones. Desde una total honestidad con el arte, refleja un momento alto en la calidad del grupo.

## Miembros actuales
- Matías Álvarez - (Voz)
- Diego Martín Filardo - (Bajo)
- Alejandro Di Fresco - (Guitarra)
- Mauro Atamañuk - (Batería)

## Discografía
- Prefiero América (2007)
- La Rabia y la Poesía (2010)
- Somos Rodia (2012)
- Caleidoscopio (2014)